# Silmont
Silmont ist eine französische Gemeinde mit 143 Einwohnern (Stand: 1. Januar 2022) im Département Meuse in der Region Grand Est (bis 2015 Lothringen). Sie gehört zum Arrondissement Bar-le-Duc, zum Kanton Ancerville und zum 2012 gegründeten Gemeindeverband Bar-le-Duc Sud Meuse.

## Geografie
Die Gemeinde Silmont liegt am Fluss Ornain, wenige Kilometer südöstlich von Bar-le-Duc.

## Bevölkerungsentwicklung

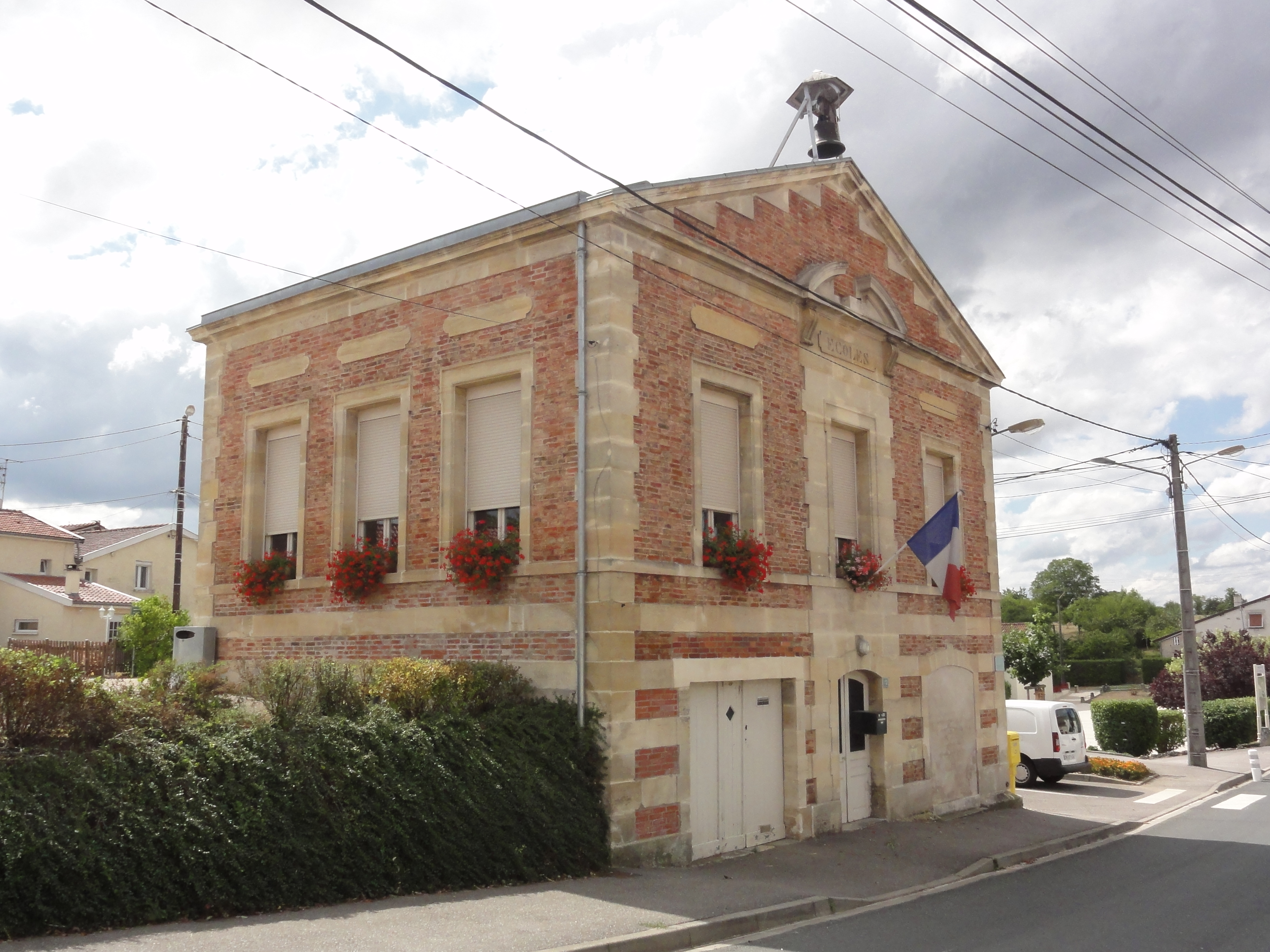
Rathaus (Mairie) und Grundschule

| Jahr                       | 1962 | 1968 | 1982 | 1990 | 1999 | 2006 | 2013 | 2019 |
| Einwohner                  | 102  | 101  | 238  | 232  | 196  | 176  | 185  | 150  |
| Quellen: Cassini und INSEE |      |      |      |      |      |      |      |      |